# Earth: Final Conflict
Earth: Final Conflict é uma série de televisão canadense de ficção científica baseada nas ideias da história criada por Gene Roddenberry, e produzida sob a orientação de sua viúva, Majel Barrett-Roddenberry. Não foi produzida, filmada e exibida até depois de sua morte. Foi transmitida em 5 temporadas, entre 6 de outubro de 1997 e 20 de maio de 2002.

## Enredo
No inicio do século 21, uma espécie extraterrestre, os Taelons (frequentemente chamados de "Companheiros"), viajam até a Terra e passam a viver aqui em números limitados. Os Taelons possuem tecnologia altamente avançada, muitas das quais ele compartilham com a humanidade, aparentemente por generosidade e boa vontade. Como resultado desses avanços, doenças, guerra e poluição são praticamente eliminados em três anos da sua chegada. Apesar disso, alguns questionam se os motivos dos Taelons são tão benevolentes como parecem, e um movimento de resistência se forma para parar a influencia crescente dos Taelons sobre a humanidade.